# Martin Emmrich
Martin Emmrich (* 17. Dezember 1984 in Magdeburg) ist ein deutscher Tennisspieler.

## Leben
Martin Emmrich ist der Sohn von Thomas Emmrich, der als einziger Tennisspieler der DDR jemals in der ATP-Weltrangliste verzeichnet war. Seit 2015 ist Martin Emmrich mit der Tennisspielerin Michaëlla Krajicek verheiratet. Er hatte im Rahmen der Topshelf Open um ihre Hand angehalten, die Hochzeit erfolgte am 25. Juli 2015. Krajicek gab am 19. Mai 2018 bekannt, dass die Ehe geschieden werde.

## Karriere
Emmrich war bislang vor allem im Doppel erfolgreich. Auf der Challenger Tour hat er bereits 15 Titel gewonnen, davon sieben mit seinem schwedischen Partner Andreas Siljeström. Seit 2011 spielt Emmrich auch auf der ATP Tour. Sein Debüt bei einem Grand-Slam-Turnier feierte er bei den US Open; dort erreichte er mit Siljeström die zweite Runde, in der sie Xavier Malisse und Mark Knowles mit 3:6, 3:6 unterlagen. Seinen ersten größeren Erfolg erzielte Emmrich 2012 in Belgrad, wo er mit Andreas Siljeström in sein erstes ATP-Finale einzog. Dort unterlagen sie trotz Führung den Israelis Jonathan Erlich und Andy Ram. Im Oktober übertraf Emmrich dieses Ergebnis in Wien, als er zusammen mit Andre Begemann das Turnier gewann. In der Saison 2013 gelang ihm der endgültige Durchbruch auf der World Tour; mit Andre Begemann erreichte er die Endspiele von Chennai und ’s-Hertogenbosch. In Düsseldorf gewannen sie mit einem Finalsieg über Treat Huey und Dominic Inglot ihren zweiten gemeinsamen Titel. Im August folgte an der Seite von Christopher Kas der dritte Titel, als sie das Turnier von Kitzbühel gewannen. Durch diese Erfolge rückte er in der Weltrangliste bis auf Rang 35 vor, womit er zeitweise der beste Deutsche in der Doppel-Weltrangliste war.
Seit Mitte 2015 laboriert Emmrich an einer komplizierten Schulterverletzung, die ihn am Spielen hindert. Er überlegt deswegen möglicherweise seine Karriere zu beenden, nachdem er auf der ATP-Homepage als inaktiv geführt wird. Sein letztes Turnier war die Qualifikation für Wimbledon 2015.

### Davis Cup
2013 gab Martin Emmrich, zu dem Zeitpunkt der beste deutsche Spieler in der Doppel-Weltrangliste, sein Debüt für die deutsche Davis-Cup-Mannschaft. Im Relegationsspiel gegen Brasilien kam er dann auch zum Einsatz. An der Seite von Daniel Brands unterlag er Marcelo Melo und Bruno Soares.

## Erfolge

### Doppel
| Legende (Anzahl der Siege)                       |
| Grand Slam                                       |
| Tennis Masters Cup ATP World Tour Finals         |
| ATP Masters Series ATP World Tour Masters 1000   |
| ATP International Series Gold ATP World Tour 500 |
| ATP International Series ATP World Tour 250 (3)  |
| ATP Challenger Tour (15)                         |

| ATP-Titel nach Belag |
| Hartplatz (1)        |
| Sand (2)             |
| Rasen (0)            |

#### Turniersiege

##### ATP World Tour
| Nr. | Datum            | Turnier    | Belag         | Partner         | Finalgegner                   | Ergebnis         |
| --- | ---------------- | ---------- | ------------- | --------------- | ----------------------------- | ---------------- |
| 1.  | 21. Oktober 2012 | Wien       | Hartplatz (i) | Andre Begemann  | Julian Knowle Filip Polášek   | 6:4, 3:6, [10:4] |
| 2.  | 25. Mai 2013     | Düsseldorf | Sand          | Andre Begemann  | Treat Huey Dominic Inglot     | 7:5, 6:2         |
| 3.  | 3. August 2013   | Kitzbühel  | Sand          | Christopher Kas | František Čermák Lukáš Dlouhý | 6:4, 6:3         |

##### ATP Challenger Tour
| Nr. | Datum              | Turnier         | Belag         | Partner            | Finalgegner                              | Ergebnis           |
| --- | ------------------ | --------------- | ------------- | ------------------ | ---------------------------------------- | ------------------ |
| 1.  | 2. November 2009   | Charlottesville | Hartplatz (i) | Andreas Siljeström | Dominic Inglot Rylan Rizza               | 6:4, 3:6, [11:9]   |
| 2.  | 9. November 2009   | Knoxville       | Hartplatz (i) | Andreas Siljeström | Raven Klaasen Izak van der Merwe         | 7:5, 6:4           |
| 3.  | 12. September 2010 | Genua           | Sand          | Andre Begemann     | Brian Battistone Andreas Siljeström      | 1:6, 7:63, [10:7]  |
| 4.  | 3. Oktober 2010    | Cali            | Sand          | Andre Begemann     | Gero Kretschmer Alexander Satschko       | 6:4, 7:65          |
| 5.  | 28. November 2010  | Helsinki (1)    | Hartplatz (i) | Dustin Brown       | Henri Kontinen Jarkko Nieminen           | 7:617, 0:6, [10:7] |
| 6.  | 26. Juni 2011      | Marburg         | Sand          | Björn Phau         | Federico Delbonis Horacio Zeballos       | 7:63, 6:2          |
| 7.  | 3. Juli 2011       | Braunschweig    | Sand          | Andreas Siljeström | Olivier Charroin Stéphane Robert         | 0:6, 6:4, [10:7]   |
| 8.  | 16. Oktober 2011   | Rennes          | Hartplatz (i) | Andreas Siljeström | Kenny de Schepper Édouard Roger-Vasselin | 6:4, 6:4           |
| 9.  | 26. November 2011  | Helsinki (2)    | Hartplatz (i) | Andreas Siljeström | Jamie Cerretani Michal Mertiňák          | 6:4, 6:4           |
| 10. | 7. April 2012      | Tallahassee     | Hartplatz     | Andreas Siljeström | Artem Sitak Blake Strode                 | 6:2, 7:64          |
| 11. | 9. September 2012  | Genua (2)       | Sand          | Andre Begemann     | Dominik Meffert Philipp Oswald           | 6:3, 6:1           |
| 12. | 23. September 2012 | Stettin         | Sand          | Andre Begemann     | Tomasz Bednarek Mateusz Kowalczyk        | 3:6, 6:1, [10:3]   |
| 13. | 14. Oktober 2012   | Taschkent       | Hartplatz     | Andre Begemann     | Rameez Junaid Frank Moser                | 6:72, 7:62, [10:8] |
| 14. | 10. Mai 2013       | Rom             | Sand          | Andre Begemann     | Philipp Marx Florin Mergea               | 7:64, 6:3          |
| 15. | 14. Februar 2015   | Bergamo         | Hartplatz (i) | Andreas Siljeström | Błażej Koniusz Mateusz Kowalczyk         | 6:4, 7:5           |

#### Finalteilnahmen
| Nr. | Datum          | Turnier          | Belag     | Partner            | Finalgegner                     | Ergebnis         |
| --- | -------------- | ---------------- | --------- | ------------------ | ------------------------------- | ---------------- |
| 1.  | 6. Mai 2012    | Belgrad          | Sand      | Andreas Siljeström | Jonathan Erlich Andy Ram        | 6:4, 2:6, [6:10] |
| 2.  | 6. Januar 2013 | Chennai          | Hartplatz | Andre Begemann     | Stanislas Wawrinka Benoît Paire | 2:6, 1:6         |
| 3.  | 22. Juni 2013  | ’s-Hertogenbosch | Rasen     | Andre Begemann     | Maks Mirny Horia Tecău          | 3:6, 6:74        |
| 4.  | 24. Mai 2014   | Düsseldorf       | Sand      | Christopher Kas    | Santiago González Scott Lipsky  | 5:7, 6:4, [3:10] |